# Armeniska höglandet
Det armeniska höglandet även känt som det östra anatoliska höglandet, eller den armeniska högslätten omfattar den mest centrala och högsta av de tre platåer som tillsammans bildar den norra sektorn av Västasien.  Medsols från väster avgränsas det armeniska höglandet av det anatoliska höglandet, Kaukasus, Kura-Aras lågland, den iranska höglandet och Mesopotamien. Höglandet är indelat i västra och östra regioner, definierade av Araratdalen där berget Ararat ligger. Västra Armenien kallas numera för Östra Anatolien.    Å andra sidan är östra Armenien en del av Lilla Kaukasus eller Lilla Kaukasus, vilket historiskt sett var känt av vissa som Antikaukasien,  vilket betyder "motsatsen till Kaukasus".
Under järnåldern var regionen benämnd under variationer av namnet Ararat (Urartu, Uruatri, Urashtu). Senare var höglandet känt som Armenia Major, en central region i armeniernas historia, och en av de fyra geopolitiska regioner som förknippas med armenier, de andra tre är Armenia Minor, Sophene och Commagene.  Höglandet definieras främst av den geografiska spridningen av dess infödda invånare, armenierna.  Innan nominellt armeniska personer förekommer i historiska dokument har historiker antagit att regionen måste ha varit hemvist för olika etniska grupper som blev homogena när det armeniska språket blev framträdande. Befolkningen i det armeniska höglandet verkar ha haft en hög nivå av regional genetisk kontinuitet i över 6 000 år.   Nyligen genomförda studier har visat att det armeniska folket härstammar från ursprungsbefolkningen i det armeniska höglandet och bildar ett tydligt genetiskt isolat i regionen.   Regionen beboddes också under antiken av minoriteter som assyrier, georgier, greker, judar och iranier. Under medeltiden bosatte sig araber och särskilt turkmener och kurder i stort antal i det armeniska höglandet.
Regionen administrerades under större delen av sin kända historia av armenisk adel och armeniska stater, oavsett om det var som en del av en helt oberoende armenisk stat, som vasaller eller som en del av en utländsk stat. Sedan 1040-talet har höglandet varit under styre av olika turkiska folk och safaviddynastin, med fickor av armenisk autonomi på platser som Artsakh. Stora delar av östra Armenien, som hade styrts av safaviderna från 1500-talet, blev en del av det ryska imperiet 1828 och införlivades senare i Sovjetunionen, medan stora delar av västra Armenien styrdes av det osmanska riket och senare införlivades i det moderna Turkiet. Idag är regionen uppdelad mellan Armenien, Azerbajdzjan, Georgien, Iran och Turkiet.
Armenierna i västra Armenien utrotades under det armeniska folkmordet (1915–1917), orkestrerat av Kommittén för enhet och framsteg som en del av deras turkifieringspolitik.  Idag är östra Armenien huvudsakligen bebott av armenier, azerbajdzjaner och georgier, medan västra Armenien huvudsakligen är bebott av turkar, kurder, azerbajdzjaner, assyrier och en liten befolkning av armenier (inklusive kryptoarmenier och hemshiner ).

## Geografi och topografi

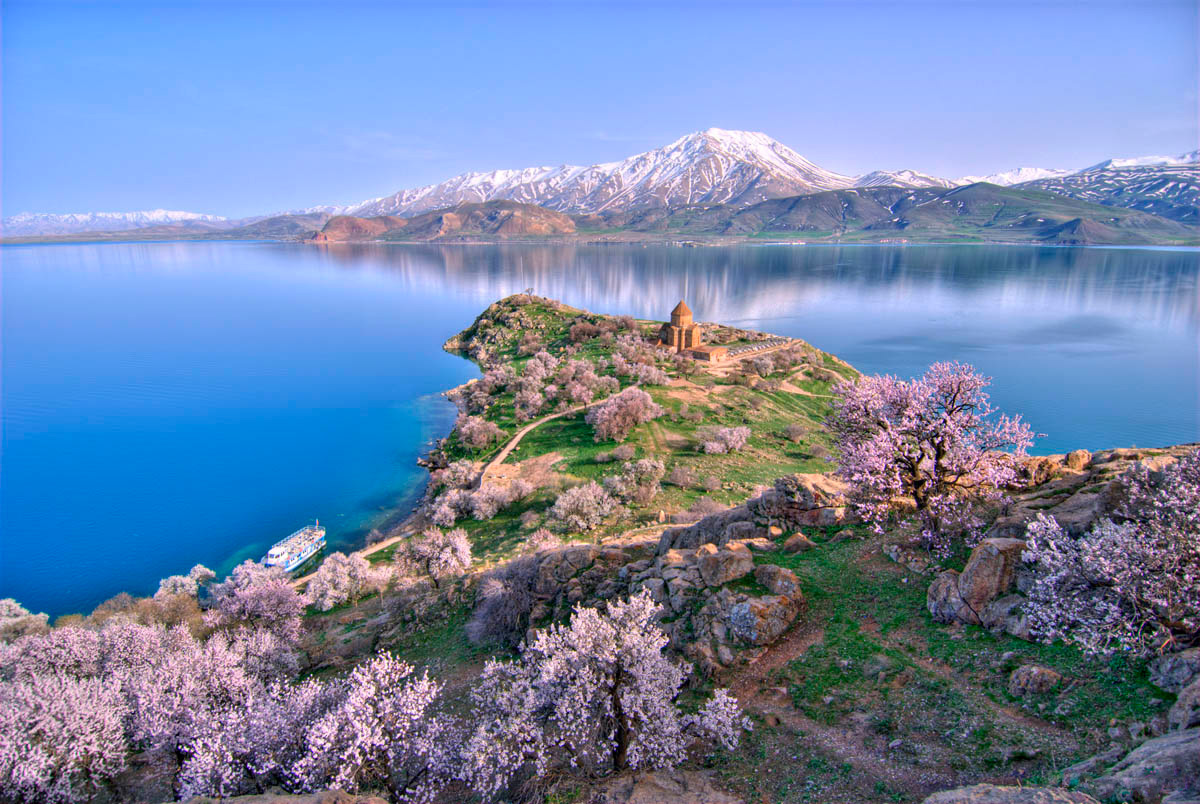
Berget Artos, Vansjön, från ön Akhtamar

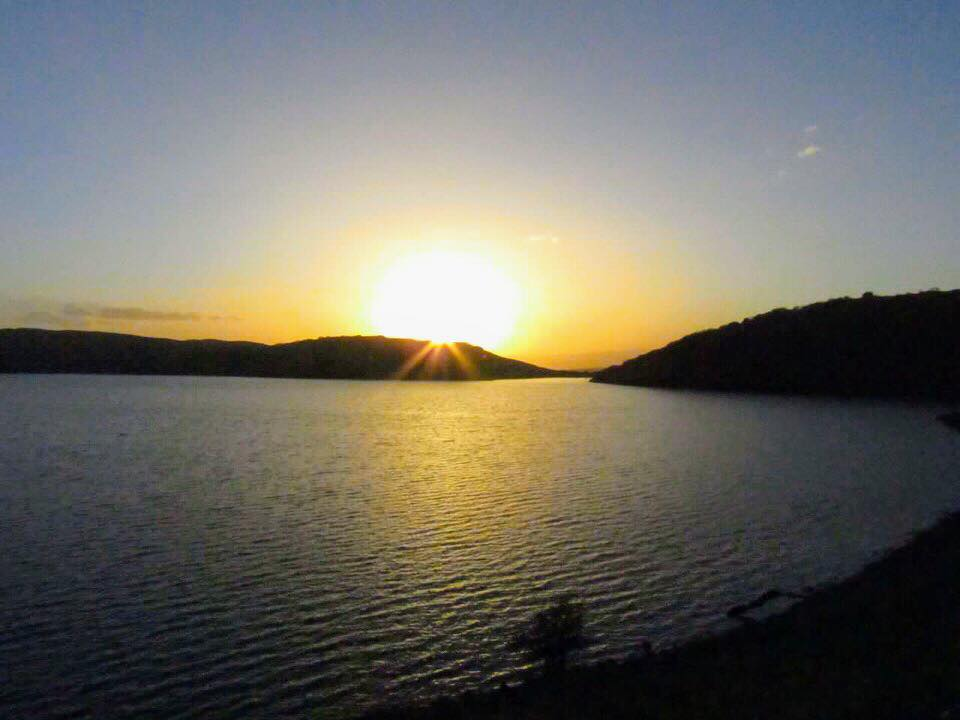
Akdoğansjön

Det armeniska höglandet är en del av alpidbältet, som utgör en del av den eurasiska bergskedjan som sträcker sig från Pontiska bergen till Malackahalvön. Dess totala yta är cirka 400 000km². Platåns genomsnittliga höjd är mellan 1000-2000 meter och inkluderar framstående landmärken som berget Ararat (5 205 m) och berget Aragats (4 180 m).
Historiskt sett har det armeniska höglandet varit skådeplats för stor vulkanisk aktivitet.  Geologiskt sett har vulkanism på senare tid i området resulterat i stora vulkanformationer och en serie massiv. Tektoniska rörelser har bildat de tre största sjöarna i höglandet: Sevansjön, Vansjön och Urmiasjön.
Trots regionens rika vattenresurser och bördiga jordmån som får näring från floder som Eufrat, Tigris och Arax, upptar dagens Republiken Armenien en av de minst bördiga delarna av det historiska Armenien. Armenier som flydde från sitt hemland i det Osmanska riket under det armeniska folkmordet har betraktat östra Armenien som "bara en dammig provins" utan västra Armenien. 
Den centrala, axiella kedjan av armeniska höglandsryggar, som löper från väst till öst tvärs över västra Armenien, kallas Anti-Oxen. I väster avgår Anti-Oxen i norr från det centrala (Ciliciska) Oxen, och passerar mitt på den armeniska platån, parallellt med det östra (armeniska) Oxen, och slutar i öster vid Ararat-topparna. 
I väster ligger den anatoliska platån, som långsamt reser sig från Egeiska havets låglandskust och möter det armeniska höglandet öster om Kappadokien. Kaukasus sträcker sig nordost om det armeniska höglandet, med floden Kura som bildar dess östra gräns i Kura-Aras lågland. I sydost ligger den iranska platån, där höjden sjunker snabbt med cirka 2 000 fot (610 m) till 5 000 fot (1 500 m) över havet. I sydväst ligger Mesopotamien (eller den bördiga halvmånen).

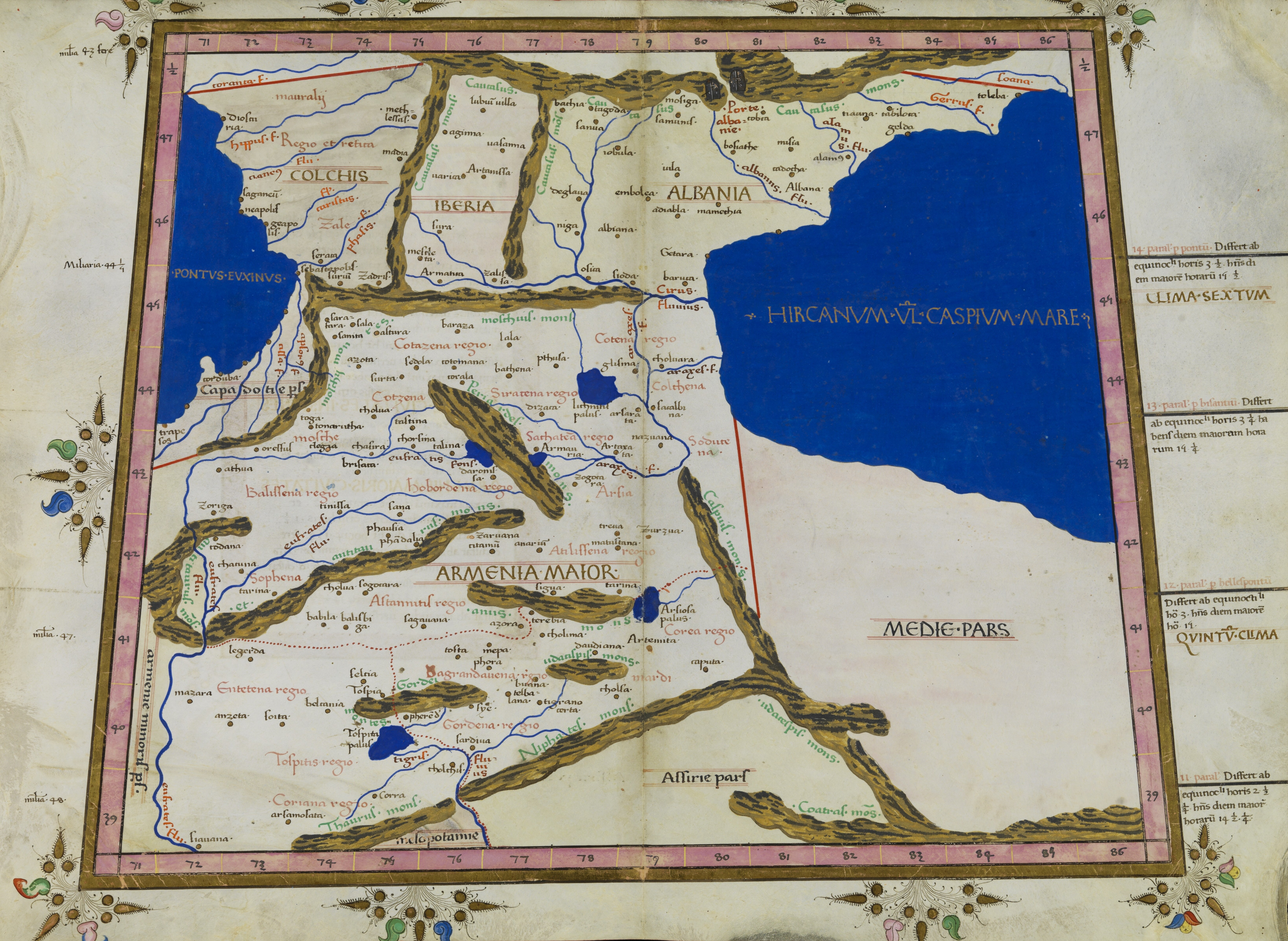
Armeniska höglandet Ptolemaios Cosmographia 1467

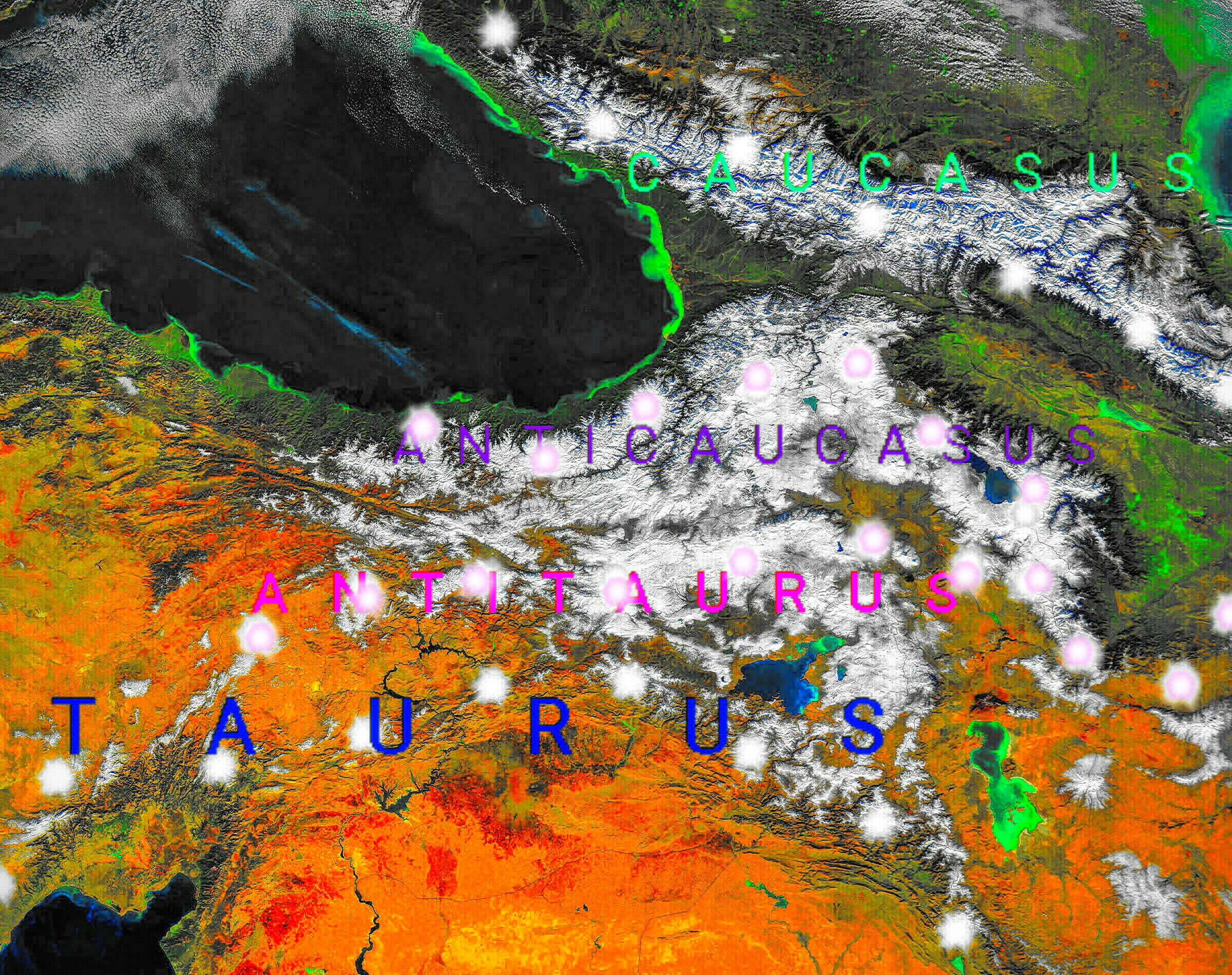
Armeniska höglandet och Kaukasusbergen

## Klimat
Regionen kännetecknas av varma somrar och hårda vintrar.

## Etnografi
Det armeniska höglandet definieras främst av den historiska närvaron och spridningen av dess infödda invånare, det armeniska folket.  Under över tusen år, från bysantinska omlokaliseringar till massdeportationerna 1915–1922, fördrevs armenierna gradvis och kontinuerligt, vilket lämnade dem i minoritet i stora delar av sitt historiska hemland och ockuperar endast 10 % av sitt hemland idag.  

## Historia

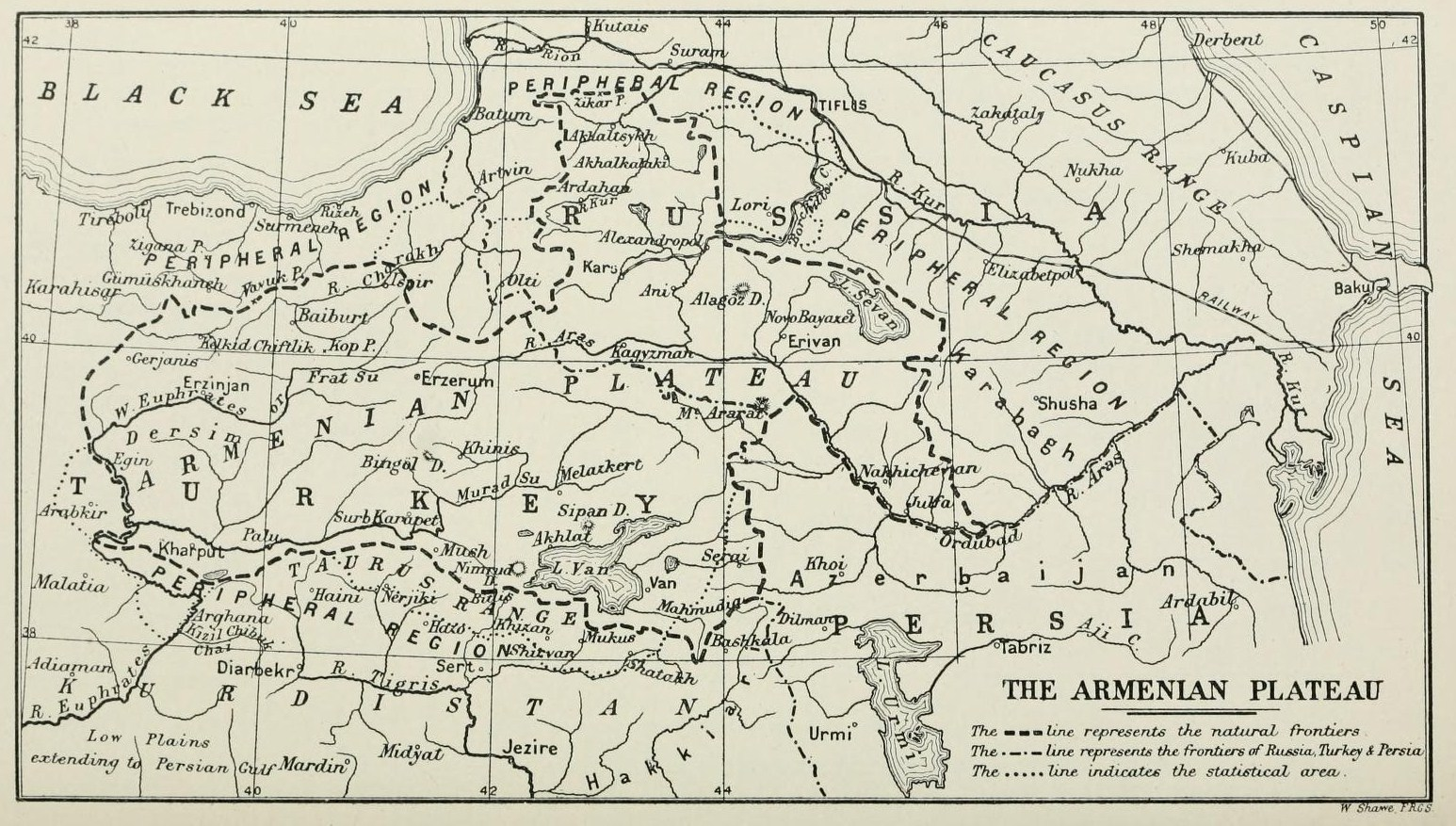
De naturliga gränserna för den armeniska platån och dess perifera regioner enligt HFB Lynch (1901).

### Förhistoria
Från 4000 till 1000F.Kr. producerades verktyg och prydnadsföremål av koppar, brons och järn vanligtvis i denna region och såldes i grannländer där dessa metaller var mindre vanliga. Det tros också traditionellt vara en av de möjliga platserna för Edens lustgård.

### Antiken
Den armeniska platån har kallats "järnålderns epicentrum", eftersom det verkar vara platsen för järnålderns metallurgi första gången i slutet av andra årtusendet f.Kr.  Under tidig järnålder kontrollerade kungariket Van en stor del av regionen, tills det störtades av mederna och orontiderna .
I Gilgamesh-eposet placeras Aratta-landet i ett geografiskt område som skulle kunna beskriva den armeniska platån. Under antiken var befolkningen som bodde på höglandet etniskt mångfaldig, men under den akemenidiska perioden (550–330 f.Kr.) blev armenisktalande framträdande.  Nyligen genomförda studier har visat att armenier är infödda i det armeniska höglandet och bildar ett distinkt genetiskt isolat i regionen. Det finns tecken på betydande genetisk blandning hos armenier mellan 3000 f.Kr. och 2000 f.Kr., dessa blandningsdatum sammanfaller också med den legendariska etableringen av Armenien år 2492 f.Kr.,  men de avtar till obetydliga nivåer sedan 1200 f.Kr. och förblir stabila fram till idag.

### Medeltiden: arabiska och turkiska erövringar
Den muslimska erövringen av det armeniska höglandet inleddes i mitten av 700-talet, då araberna kortvarigt ockuperade västra Armenien. På 1040-talet anlände de seldjukiska turkarna till östra Armenien och expanderade västerut, erövrade territorier och etablerade sig på halvön, fram till Osmanska rikets grundande år 1299. Seldjukernas seger i slaget vid Manzikert befäste deras dominans i regionen. Ruben I, prins av Armenien, ledde en grupp armenier bort från höglandet och sökte skydd i Kilikien, där de grundade det armeniska kungariket Kilikien.
I början av 1200-talet, när olika folk flydde från den framryckande mongoliska expansionen, nådde både karluker och khwarezmer det armeniska höglandet. År 1235 anlände mongolerna själva till regionen. Eftersom de inte gjorde skillnad mellan kristendom och islam, kom Armenien att införlivas i den östra världen för första gången sedan territoriet delats under de bysantinsk-sasanidiska krigen. Mongolerna, som betraktades som efterträdare till abbasiderna, sassaniderna och seldjukerna, konverterade senare till islam och etablerade en dynasti i det som idag är Azerbajdzjan.